# Oleg Dmitrievič Baklanov
Oleg Dmitrievič Baklanov (in russo Олег Дмитриевич Бакланов?; Charkiv, 17 marzo 1932 – Mosca, 28 luglio 2021) è stato un politico russo, fino al 1991 sovietico.
Fu segretario del Comitato centrale del PCUS alla difesa dal 1988 al 1991 e fece parte del Comitato statale per lo stato di emergenza durante il tentativo di colpo di Stato sovietico del 1991.